# Сусак
Суса́к (лат. Bútomus) — олиготипный род однодольных растений, выделяемый в отдельное семейство Сусаковые (Butomaceae).

## Ботаническое описание

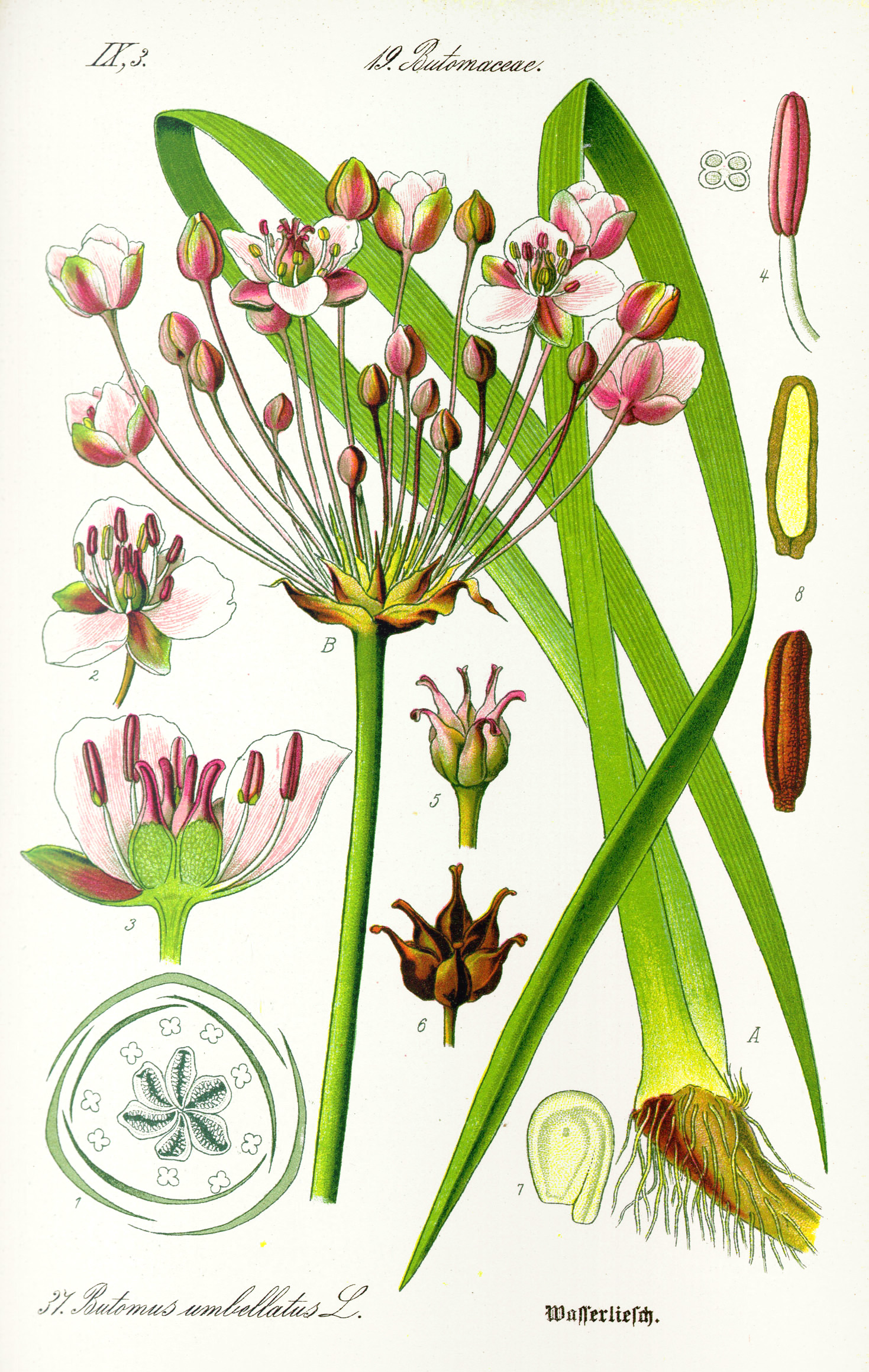
Сусак зонтичный (Butomus umbellatus).

Довольно крупное (высотой 40—150 см) многолетнее растение с длинным и толстым (обычно 1,5—2 см) горизонтальным моноподиальным корневищем, на нижней стороне которого образуются многочисленные корни, а на верхней стороне двумя рядами расположены трёхгранные линейные листья. Из пазух листьев выходят вегетативные почки, дающие начало новым корневищам, и безлистные ножки соцветий. Последние обычно образуются в пазухе каждого девятого листа корневища (включая отмершие листья) на расстоянии 4—7 см друг от друга в числе 1—3 за один летний сезон. Боковые почки корневища, одетые предлистом и чешуевидными низовыми листьями — катафиллами, позднее легко теряют связь с материнским корневищем, давая начало новым особям сусака. У основания листьев имеются хорошо развитые открытые влагалища, а в их пазухах — многочисленные бесцветные внутривлагалищные чешуйки, характерные для многих других водных и болотных однодольных. На них находятся желёзки, выделяющие вязкую слизь, которая, вероятно, имеет защитное значение. Сосуды у сусака имеются только в корнях.

### Генеративные органы
Расположенные на длинном цилиндрическом цветоносе соцветия сусака имеют вид простых зонтиков с обёрткой из прицветников. Однако в действительности этот зонтик является ложным и состоит из одного верхушечного цветка и трёх самостоятельных соцветий — извилин, выходящих из пазух прицветников и нередко также разветвлённых. Впечатление зонтика создается благодаря сильно укороченным осям извилин и длинным цветоножкам. До цветения соцветия окутаны прицветниками, которые позднее отгибаются вниз.
Околоцветник актиноморфных и обоеполых цветков сусака состоит из шести расположенных двумя чередующимися кругами светло-розовых или розовато-белых сегментов, из которых наружные — чашелистики — лишь немного мельче внутренних. В отличие от близких семейств лимнохарисовых и частуховых у сусака все сегменты околоцветника сохраняются при плодах. Из девяти тычинок, имеющих лентовидно расширенные нити, шесть наружных расположены по две перед наружными сегментами околоцветника, а три внутренних — по одной перед внутренними. Пыльцевые зёрна сусака однобороздные. Гинецей состоит из шести лишь близ основания сросшихся друг с другом примитивных кондупликатных и ещё не вполне замкнутых плодолистиков, расположенных в два не очень чётко разграниченных между собой круга. Каждый плодолистик имеет многочисленные анатропные семязачатки и переходит на верхушке в столбик с низбегающим верхушечным рыльцем. Плацентация примитивного ламинально-диффузного типа. Так называемые септальные нектарники находятся в щелях между нижними частями плодолистиков. Выделяемый ими довольно обильный нектар скапливается в виде капелек снаружи от щелей между плодолистиками. Сахар содержится и в соке, выделяемом рыльцами, которые также отчасти функционируют как дополнительные нектарники.
Цветки сусака энтомофильны и опыляются мелкими перепончатокрылыми, мухами, жуками и другими насекомыми. Самоопылению препятствует протандрия. Первыми вскрываются шесть наружных тычинок, затем через некоторое время три внутренних, причём сначала они направлены вверх, а затем расходятся в стороны. После освобождения всех пыльников начинается женская фаза цветения, к наступлению которой плодолистики увеличиваются почти вдвое с момента начала цветения. В начале женской фазы всё же возможно самоопыление, если в пыльниках сохранилось хотя бы немного пыльцы, перенос которой на рыльца может осуществляться с помощью насекомых или ветра.
В плоде сусака (многолистовке) каждая его часть (листовка) вскрывается по шву плодолистика. Мелкие и лёгкие короткоцилиндрические семена выпадают из листовок при раскачивании плодоносящих соцветий ветром или крупными животными. Попадая в воду, они довольно быстро тонут, но всё же могут распространяться на небольшие расстояния с помощью водных потоков или водоплавающих птиц, а также на ногах животных вместе с комочками почвы. Кроме того, сусак легко размножается вегетативно боковыми почками корневища, которые могут переноситься водой после отделения их от материнского растения на большие расстояния.

## Распространение и экология
Сусак зонтичный (Butomus umbellatus) встречается по берегам водоёмов, обычно среди другого болотного высокотравья. Его собранные в крупные зонтиковидные соцветия светло-розовые цветки сразу бросаются в глаза. Сусак широко распространён в Европе и внетропических областях Азии, исключая Арктику, север таёжной зоны и высокогорья свыше 1000 м над уровнем моря. Кроме того, он занесён в Северную Америку и вполне натурализовался на юго-востоке Канады и северо-востоке США.
В наиболее континентальных районах Азии сусак представлен другим, более мелким и узколистным, видом — сусаком ситниковым (Butomus junceus).

## Список видов
Род Сусак включает 2 вида:
- Butomus junceus Turcz. — Сусак ситниковый
- Butomus umbellatus L. — Сусак зонтичныйtypus[1]